# Pristimantis albertus
Pristimantis albertus  es una especie de anfibio anuro de la familia Craugastoridae. Esta especie es endémica de la provincia de Oxapampa en el Departamento de Pasco en Perú. Se encuentra a aproximadamente a 1970 m s. n. m. de altitud en la cordillera Yanachaga. La hembra mide de 19,7 a 20,7 mm.

## Publicación original
- Duellman & Hedges, 2007: Three new species of Pristimantis (Lissamphibia, Anura) from montane forests of the Cordillera Yanachaga in central Peru. Phyllomedusa, vuelo. 6, no 2, p. 119-135 (texto integral).